# Bagerpang
Bagerpang is een bestuurslaag in het regentschap Deli Serdang van de provincie Noord-Sumatra, Indonesië. Bagerpang telt 805 inwoners (volkstelling 2010).